# Heinrich Erhardt
Heinrich Erhardt (ur. 11 listopada 1840 w Zella-Mehlis, zm. 20 listopada 1928 tamże) – inżynier niemiecki, konstruktor broni i uzbrojenia artyleryjskiego.

## Życiorys
Był głównym inżynierem w firmie Rheinischen Metallwaren- und Maschinenfabrik AG w Sommerdzie i w Düsseldorfie. Opracował szereg dział polowych, m.in. wyposażonych w oporopowrotnik, znanych pod nazwą Erhardt.